# Samuel Eliot Morison
Samuel Eliot Morison (9 de Julho de 1887 — 15 de Maio de 1976) foi um militar e historiador dos Estados Unidos da América, conhecido pelos seus trabalhos de história marítima, muito respeitados pelos seu valor documental e famosos por serem de fácil e agradável leitura. Contra-almirante da Reserva Naval dos Estados Unidos e um apaixonado pela vela, Morison aliava os seus conhecimentos navais a uma sólida formação académica no campo da História. As suas obra granjearam-lhe numerosas honras, incluindo dois Prémios Pulitzer, dois Prémios Bancroft e a Medalha Presidencial da Liberdade. Os seus livros de história foram muito utilizados em ambiente escolar, mas atraíram críticas da comunidade afro-americana e dos líderes dos movimentos de luta pelos direitos civis por justificarem a escravatura.

## Obra
- Portuguese Voyages to America in the Fifteenth Century. Cambridge: Harvard University Press, 1940.